# Tavdà
Tavdà - Тавда (rus) - és una ciutat de l'óblast de Sverdlovsk, a Rússia. Es troba a l'oest de la plana de Sibèria Occidental, prop dels Urals, a la vora del riu Tavdà (afluent del Tobol), a 310 km al nord-oest de Iekaterinburg.

## Història
Tavdà fou fundada el 1910 com un centre d'explotació forestal. El 1916 es convertí en una estació final d'una línia ferroviària que unia Iekaterinburg amb Artiómovski. El 1969 s'allargà 185 km fins a Mejduretxenski, a Khàntia-Mànsia. Aconseguí l'estatus de ciutat el 20 de juliol de 1937.